# Czerwińsk nad Wisłą (village)
Pour les articles homonymes, voir Czerwińsk nad Wisłą.
Czerwińsk nad Wisłą (prononciation : [ˈt͡ʂɛrviɲsk ˌnad ˈviswɔ̃]) est une ville polonaise de la gmina de Czerwińsk nad Wisłą dans le powiat de Płońsk de la voïvodie de Mazovie dans le centre-est de la Pologne.
Le ville est le siège administratif (chef-lieu) de la gmina appelée gmina de Czerwińsk nad Wisłą.
Il se situe à environ 29 kilomètres au sud de Płońsk (siège du powiat) et à 52 kilomètres à l'ouest de Varsovie (capitale de la Pologne).
Le village compte approximativement une population de 1 200 habitants en 2006.

## Histoire
De 1975 à 1998, le village appartenait administrativement à la voïvodie de Płock.

## Personnalités
- Jan Fotek (1928-2015), compositeur polonais né à Czerwińsk nad Wisłą.